# 埃玛·斯彭斯
埃玛·斯彭斯（英語：Emma Spence，2003年2月27日—），加拿大女子竞技体操运动员，2018年夏季青年奥运会女子跳马铜牌得主、2022年英联邦运动会女子团体全能、女子个人全能和女子平衡木铜牌得主、2022年世界竞技体操锦标赛女子团体全能铜牌得主。